# Helene von Mülinen

Helene von Mülinen

Margareta Rosalie Helene von Mülinen (* 27. November 1850 in Bern; † 11. März 1924 ebenda) war eine der wichtigsten Personen im Kampf um das schweizerische Frauenstimmrecht. Von vielen wird sie noch heute als eine der Gründermütter der organisierten Schweizer Frauenbewegung betrachtet.

## Leben
Als «höhere Tochter» aus der Berner Patrizierfamilie von Mülinen erhielt Helene von Mülinen eine breite Allgemeinbildung. Ihre Brüder waren die Historiker Wolfgang Friedrich von Mülinen und Eberhard von Mülinen. Studieren konnte sie im Gegensatz zu ihnen des familiären Drucks wegen jedoch nicht, obwohl dies ihrem Wunsch entsprach. Sogar als längst erwachsene Frau durfte sie, um keinen Streit mit der Familie zu riskieren, die Universität nur als Hörerin besuchen, jedoch keinen Abschluss machen.
Sie litt zeitlebens unter den Einschränkungen, denen sie als Frau unterworfen war. Gemeinsam mit ihrer Lebensgefährtin Emma Pieczynska-Reichenbach engagierte sie sich in der erstarkenden Frauenbewegung der Jahrhundertwende. Beide waren Mitbegründerinnen der Soziale Käuferliga der Schweiz. Die beiden Frauen lebten bis 1918 in der Wegmühle, einer Campagne in Bolligen bei Bern, welche zu einem Treffpunkt der Frauenbewegung wurde. Die letzten fünf Jahre, von 1919 bis 1924, verbrachte von Mülinen, weiterhin zusammen mit Pieczynska, an der Wylerstrasse 10 in ihrer Geburtsstadt Bern.
1896 gründete sie nach dem Muster der Union des femmes de Genève die Harmonische Gesellschaft, später umbenannt in Frauenkonferenzen zum Eidgenössischen Kreuz. Neben der Frauenbewegung war die Religion ihr zweites Beschäftigungsfeld. Ihr theologischer Lehrer Adolf Schlatter animierte sie, Essays und Artikel zu schreiben.
Die Lyrikerin Alice von Mülinen war ihre Schwägerin, die Kulturschaffende Beatrix von Steiger und die Bildhauerin Eleonore von Mülinen waren Nichten von ihr.

## Werk
Obwohl sie erst in ihrer zweiten Lebenshälfte mit der organisierten Frauenbewegung in Berührung kam, erreichte sie viel für die Frauen in ihrem Kampf um die zivilrechtliche und politische Gleichstellung.
Auf Initiative von Helene von Mülinen wurde am 26. Mai 1900 der Bund Schweizerischer Frauenvereine (BSF) gegründet, und sie wurde die erste Präsidentin (bis 1904). Mülinen und ihre Mitstreiterinnen (darunter auch Pauline Chaponnière-Chaix, Klara Honegger und Camille Vidart) traten für die Verbesserung der rechtlichen Stellung der Frau im entstehenden schweizerischen Zivil- und im Krankenversicherungsgesetz sowie für das Frauenstimmrecht ein.
Von Mülinen erkannte, dass die Frauen der ganzen Schweiz mit den gleichen Problemen konfrontiert waren. Deshalb, so ihre Argumentation, sollte man gemeinsam für «die Sache» kämpfen und sich gegenseitig unterstützen. Damit schuf sie die Grundlage für die neuere, organisierte Schweizer Frauenbewegung.
Der BSF war so etwas wie ein «Frauenparlament». Die Probleme der Frauen wurden diskutiert, und man suchte gemeinsam nach Lösungen. In den Statuten wurde sogar die Aufgabe des Bundes «in der Frage der Frauenemancipation» festgehalten. Der Bund sollte «die Interessen der Frau gegenüber den Behörden und der Öffentlichkeit vertreten und auf internationaler Ebene mitarbeiten». Der BSF sah sich als patriotische Organisation, die im Staat mitarbeiten wollte, dies als Ergänzung und nicht etwa als Konkurrenz zu den Männern; gleichzeitig vertrat der BSF aber auch die Forderung nach voller Gleichberechtigung der Frauen.

## Ehrung
Am 25. September 2000 wurde der Helene-von-Mülinen-Weg im „Schweizer Viertel“ in Berlin-Lichterfelde zu ihren Ehren benannt.